# Baba (zřícenina)
Zřícenina Baba se nachází na ostrohu na levé straně Vltavy v Praze-Dejvicích, nad Podbabou na kopci s názvem Baba (259 m n. m.). Od zříceniny je výhled na Troju, Bubeneč a Dejvice, zřícenina tvoří dominantu této části údolí.

## Historie

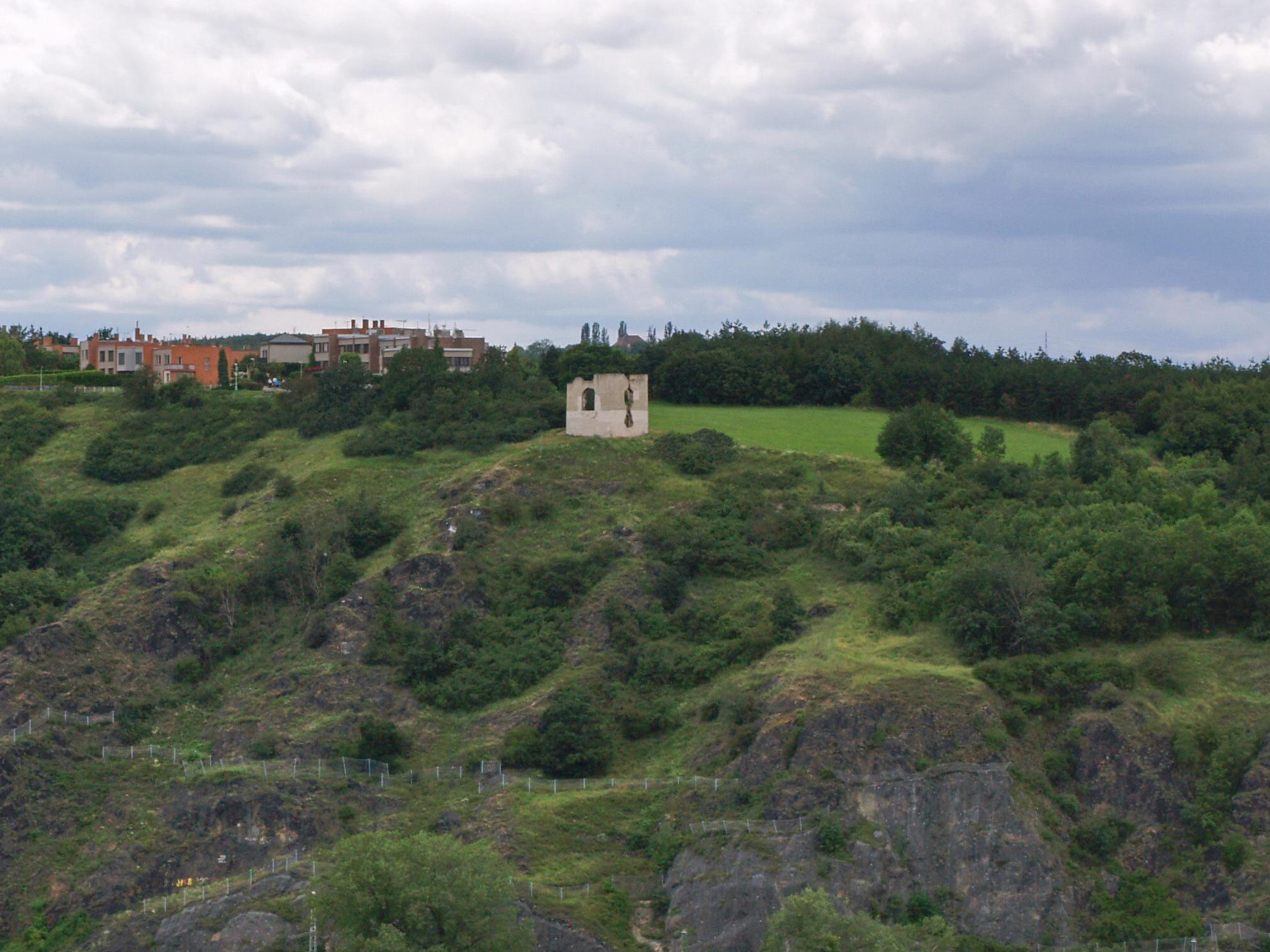
Pohled od Troji

Kopec byl podle archeologických průzkumů ze 70. let 20. století osídlen již od mladší doby kamenné, kdy zde bylo opevněné sídliště. Název návrší je doložen od 15. století.
Roku 1622 založil na kopci novoměstský měšťan Jindřich Žežule vinici. Roku 1650 zde majitel vinice Servác Engel z Engelflussu nechal postavit letohrádek s viničným lisem. Roku 1673 vinici i se stavbou koupil děkan Metropolitní kapituly u sv. Víta v Praze Tomáš Pešina z Čechorodu, a proto se vinici říkalo Děkanka nebo Čechorodka.
Ve 40. letech 18. století za válek o rakouské dědictví byl letohrádek pobořen bavorskými a francouzskými vojsky. Byla zlikvidována i zahrada s ušlechtilými stromy. Roku 1748 koupila pozemek A. T. Lohnerová a připojila je k šáreckému hospodářství. Roku 1858 nechaly státní dráhy zříceninu letohrádku romanticky upravit jako napodobeninu hradní zříceniny.

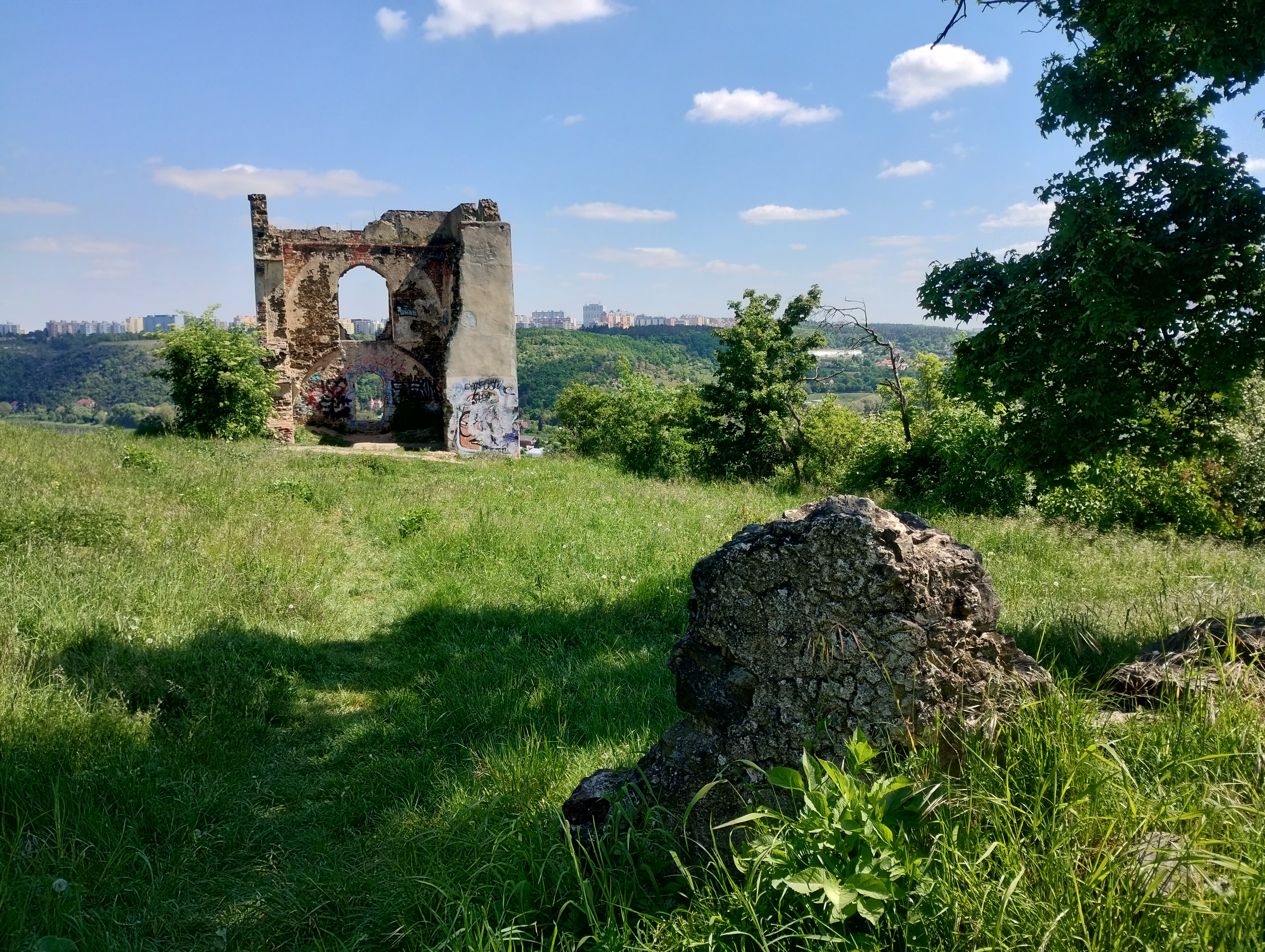
Zřícenina

Některé zdroje stavbu označují za bývalou kapli. Podle jiných zdrojů může jít o romantickou novostavbu z počátku 19. století, do které pak při výstavbě železnice byla vsazena ještě gotická okna.
Západně od zříceniny byla ve 30. letech 20. století postavena Osada Baba. Skály ostrohu jsou chráněny jako přírodní památka Baba.
Stavba je volně přístupná. V noci je pro zvýraznění od roku 2006 nasvícena.

Kolem zříceniny prochází červeně značená turistická trasa číslo 0043, která tvoří okruh celým územím Šárky.

Panaromatický snímek od zříceniny Baba

## Galerie

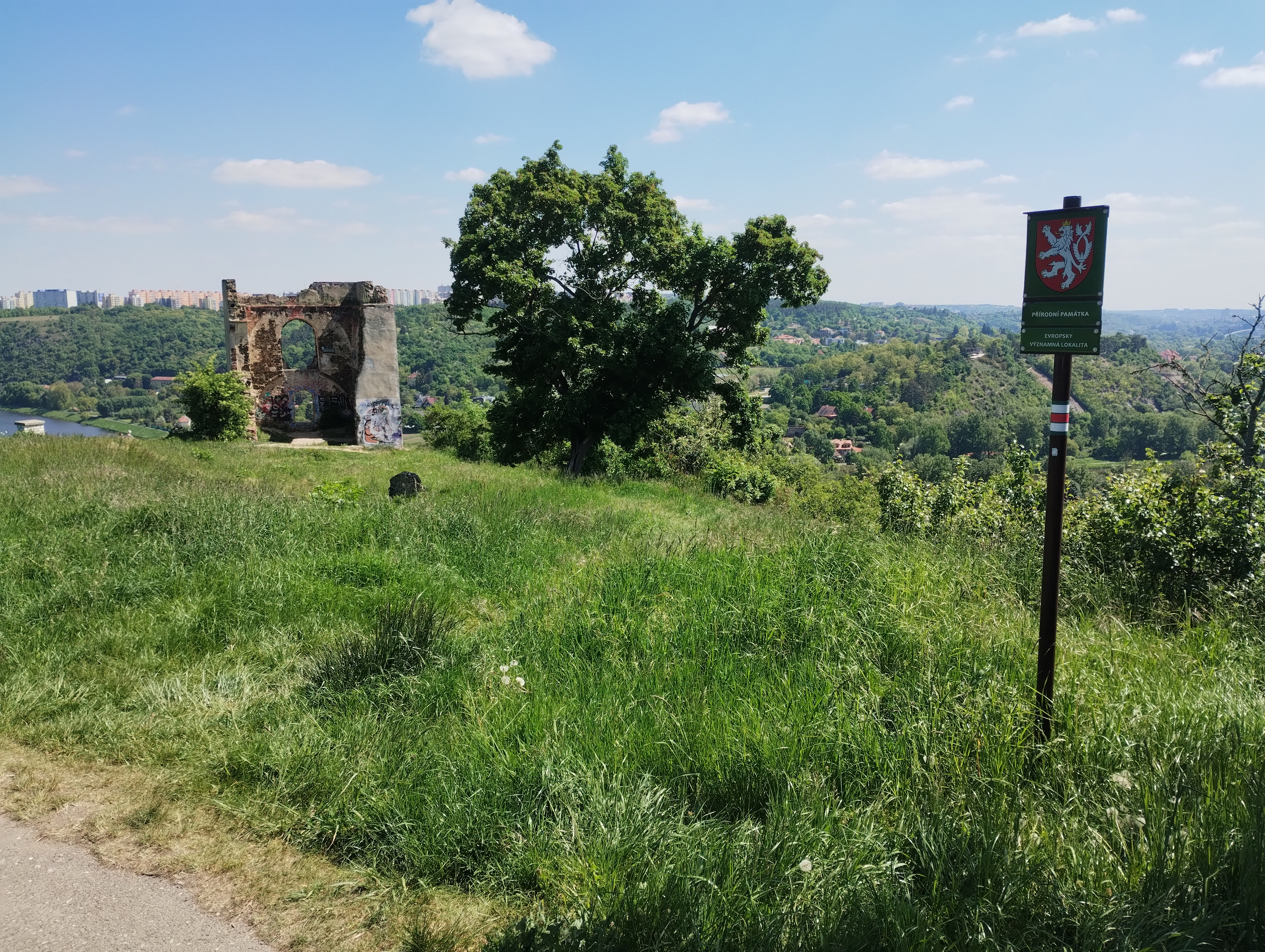
Zřícenina od přístupové cesty
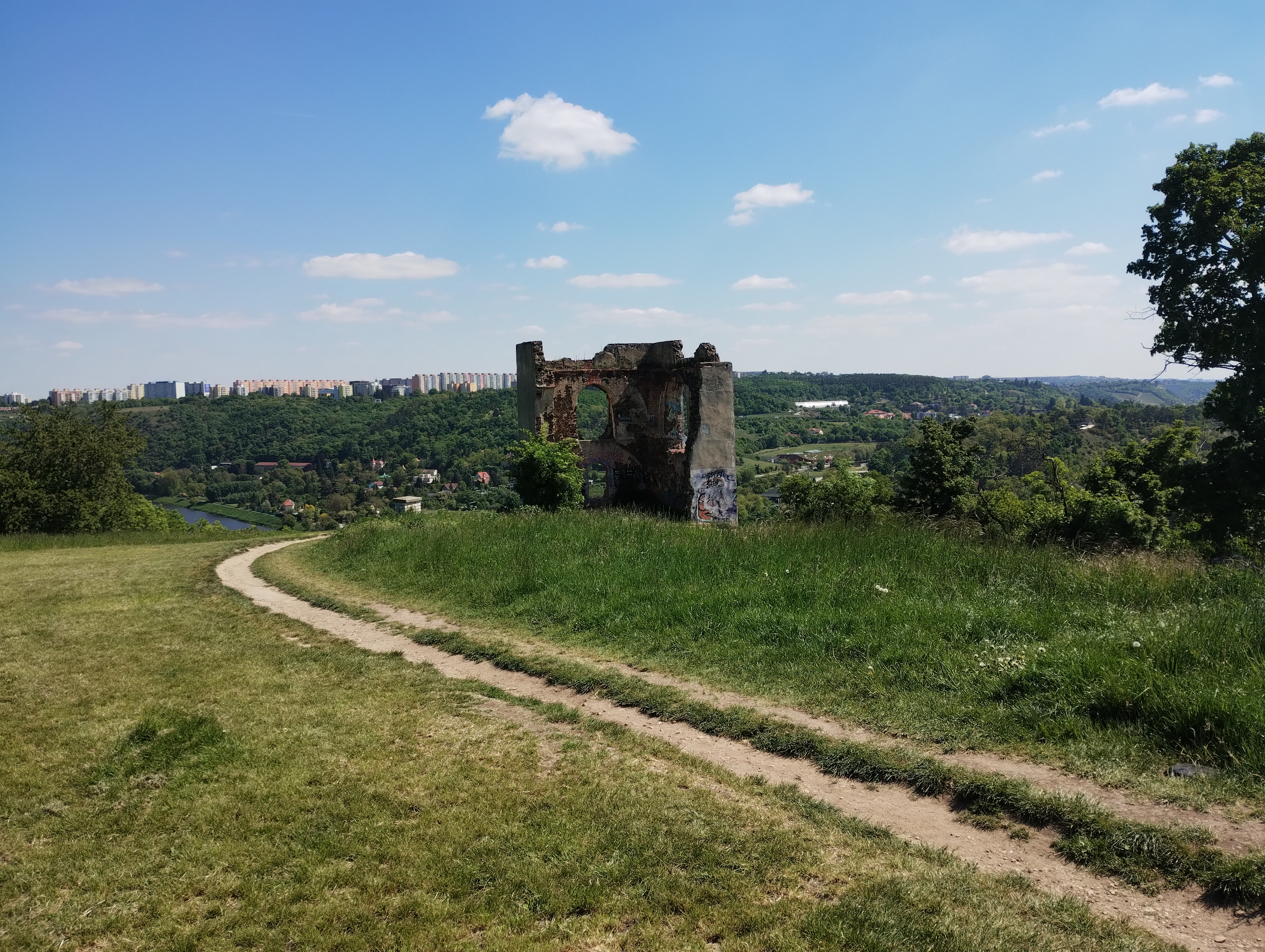
Pěšina ke zřícenině
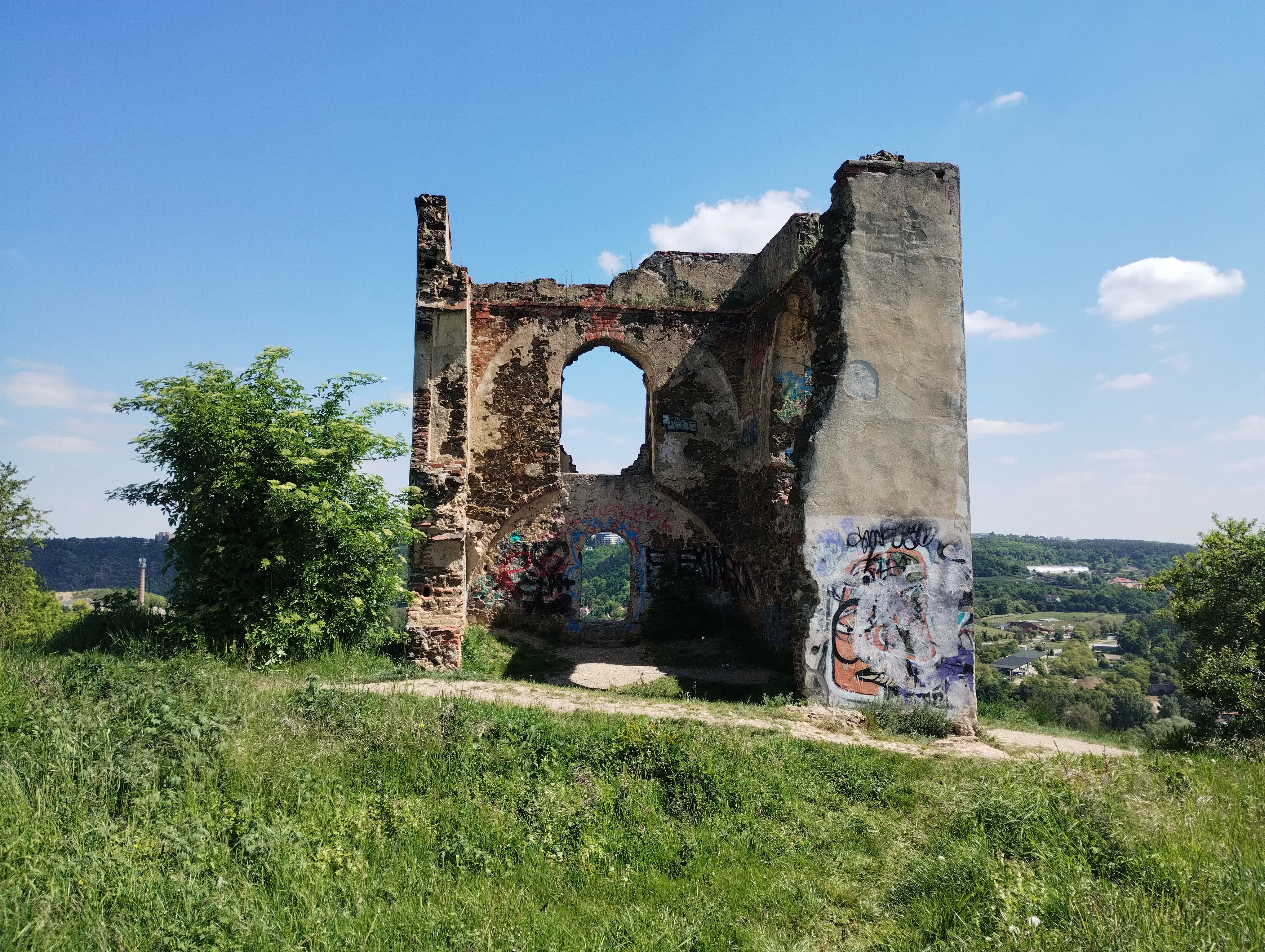
Celkový pohled na zříceninu
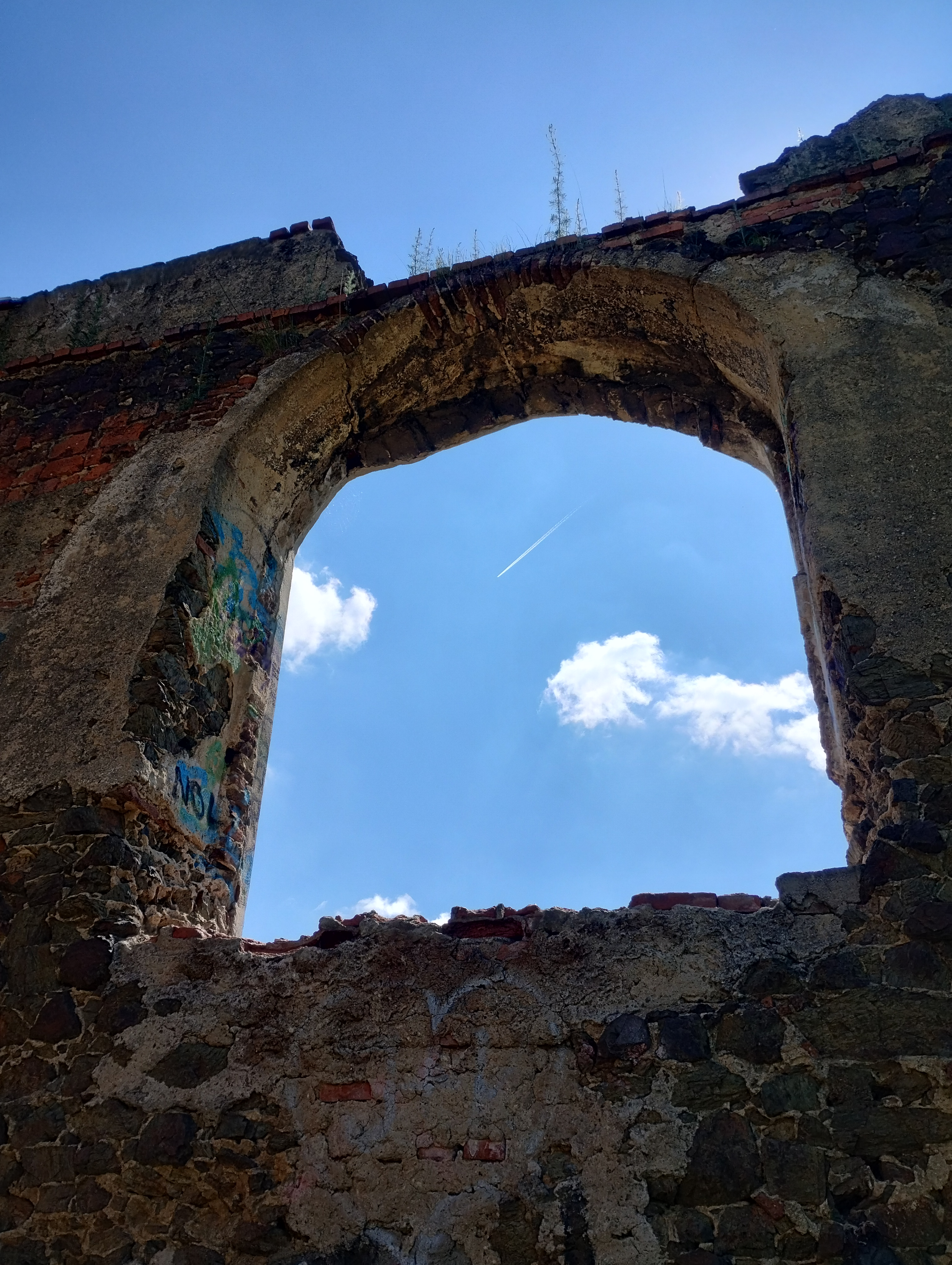
Detail jednoho z oken zevnitř
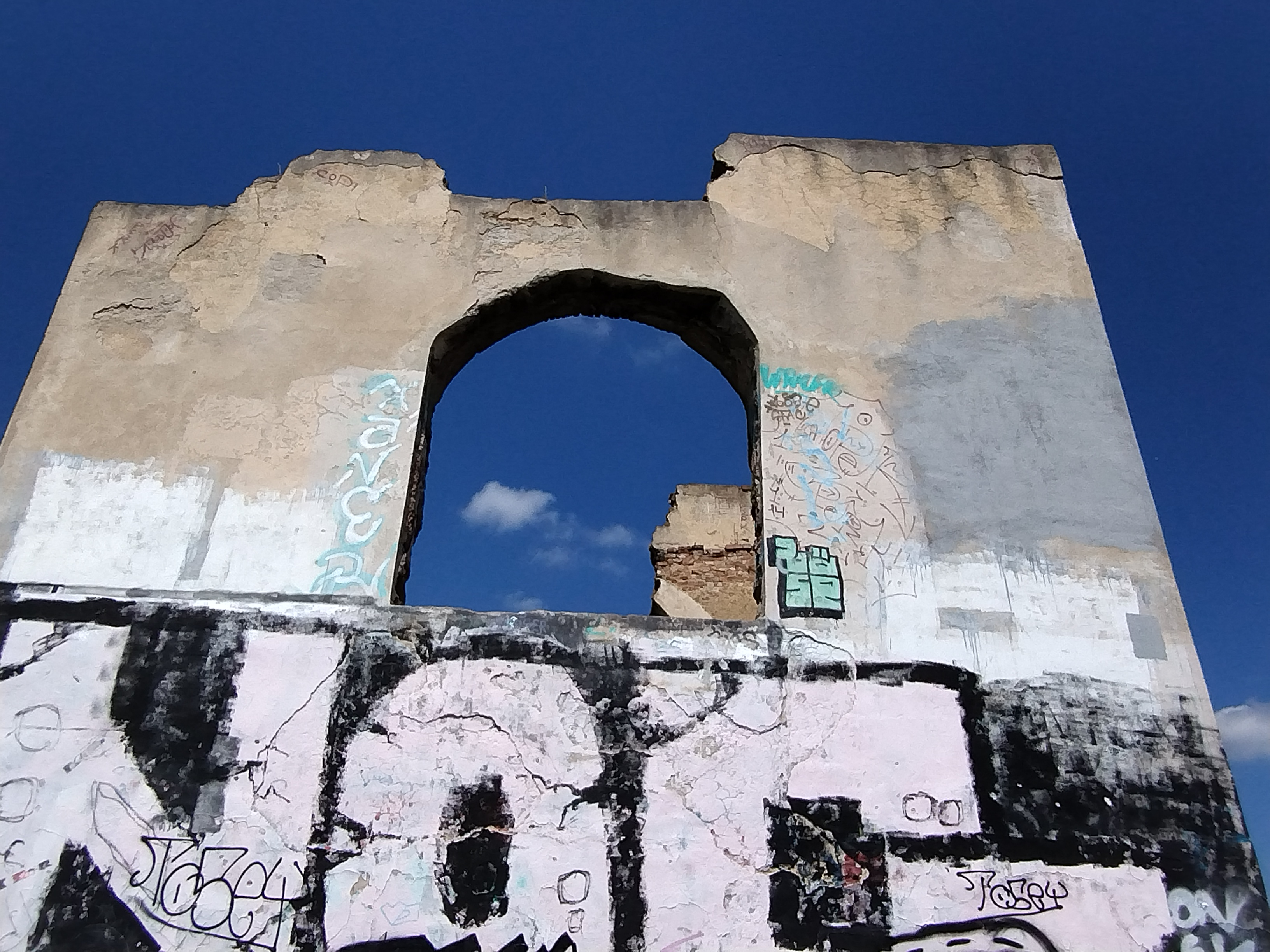
Detail jednoho z oken zvenčí
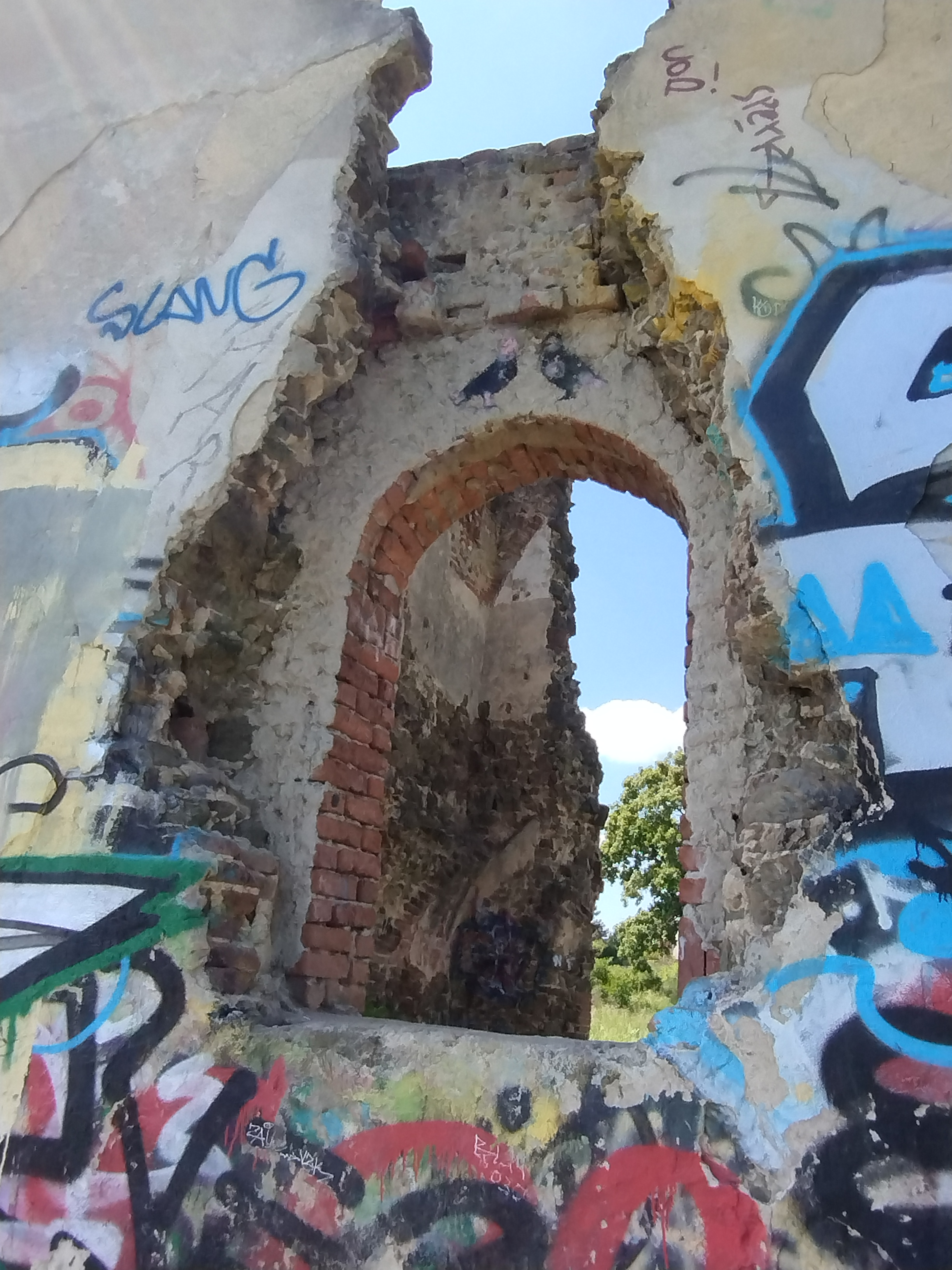
Okno
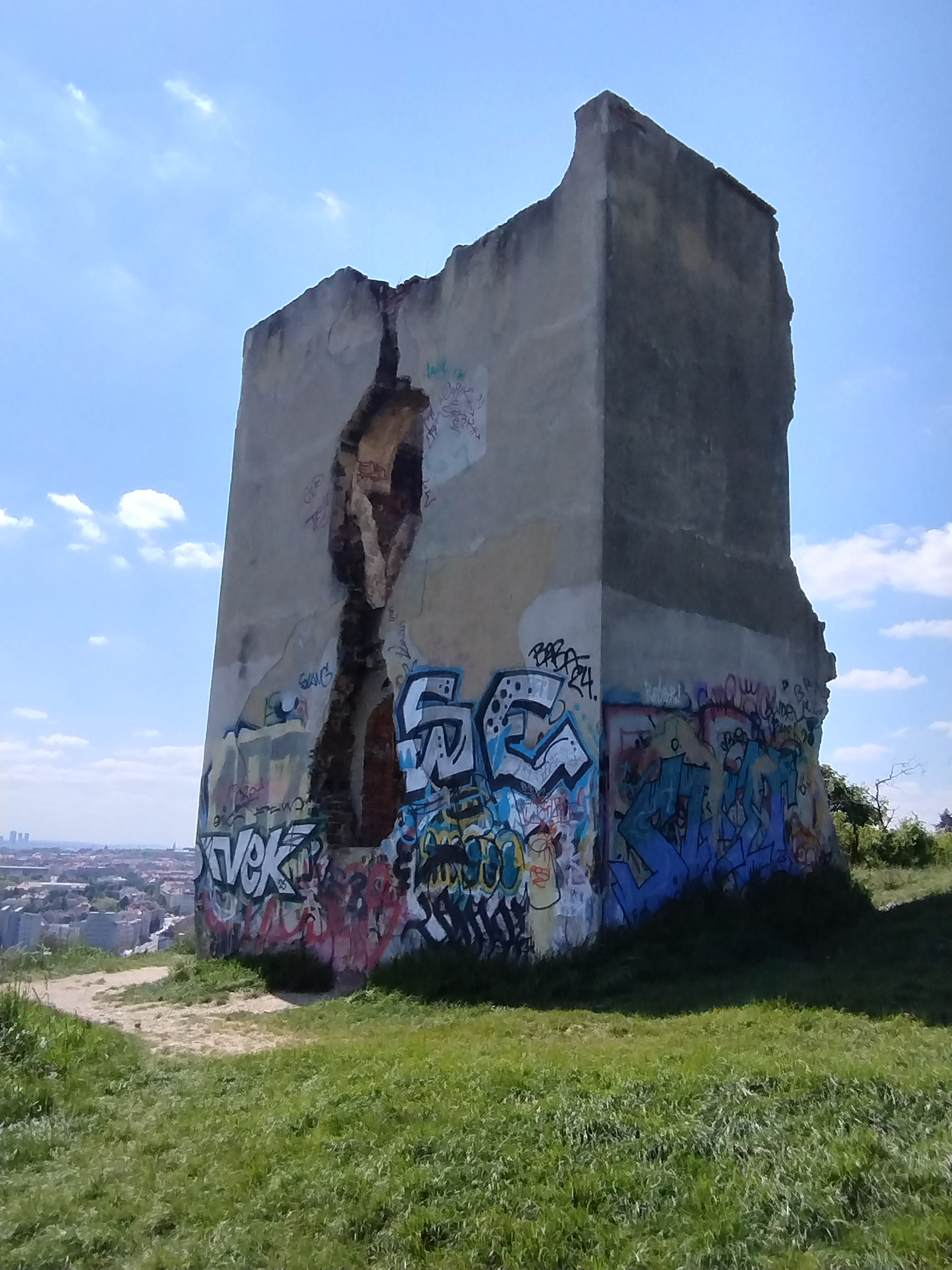
Pohled z boku
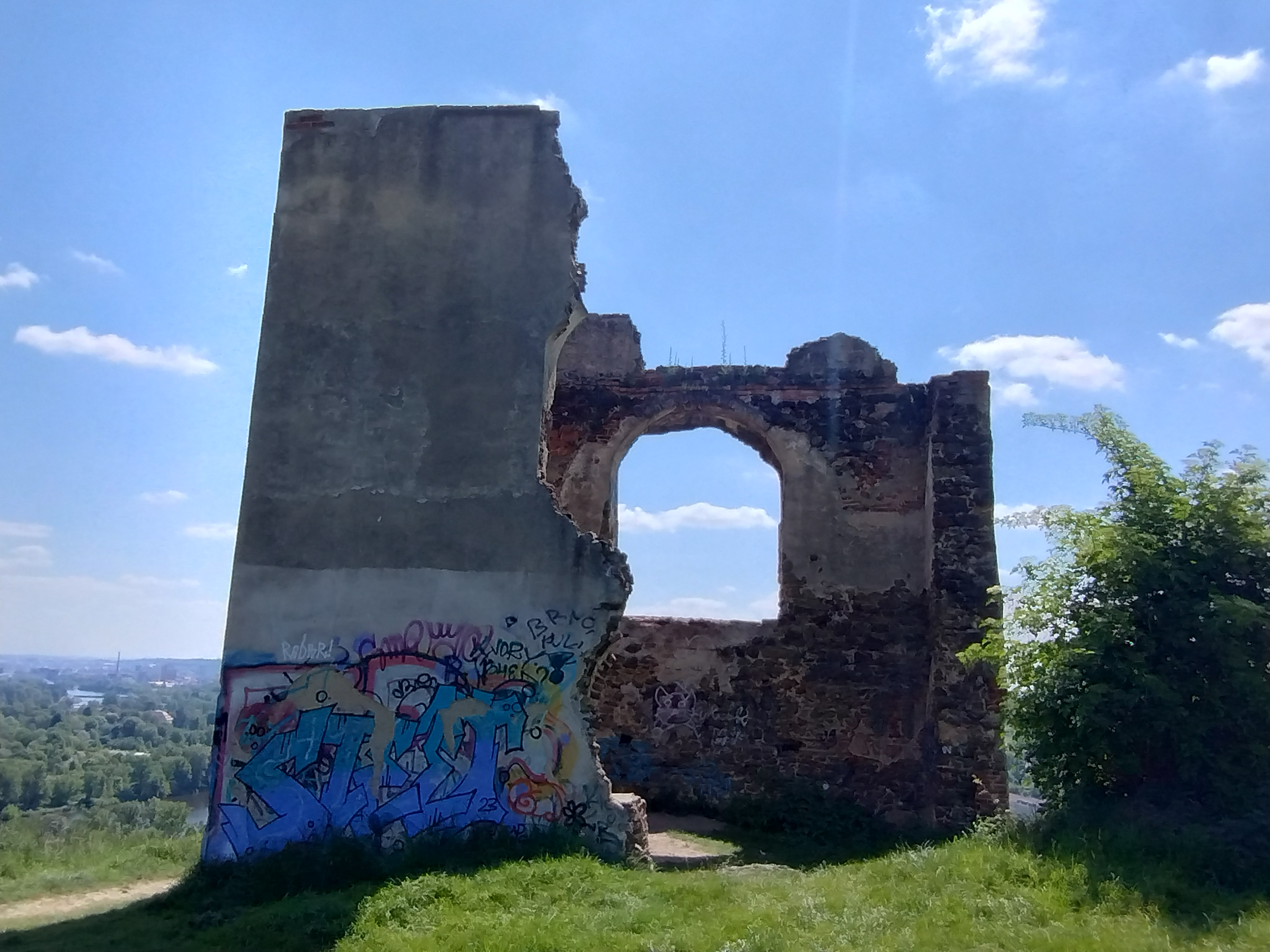
Pohled na zříceninu z levé strany
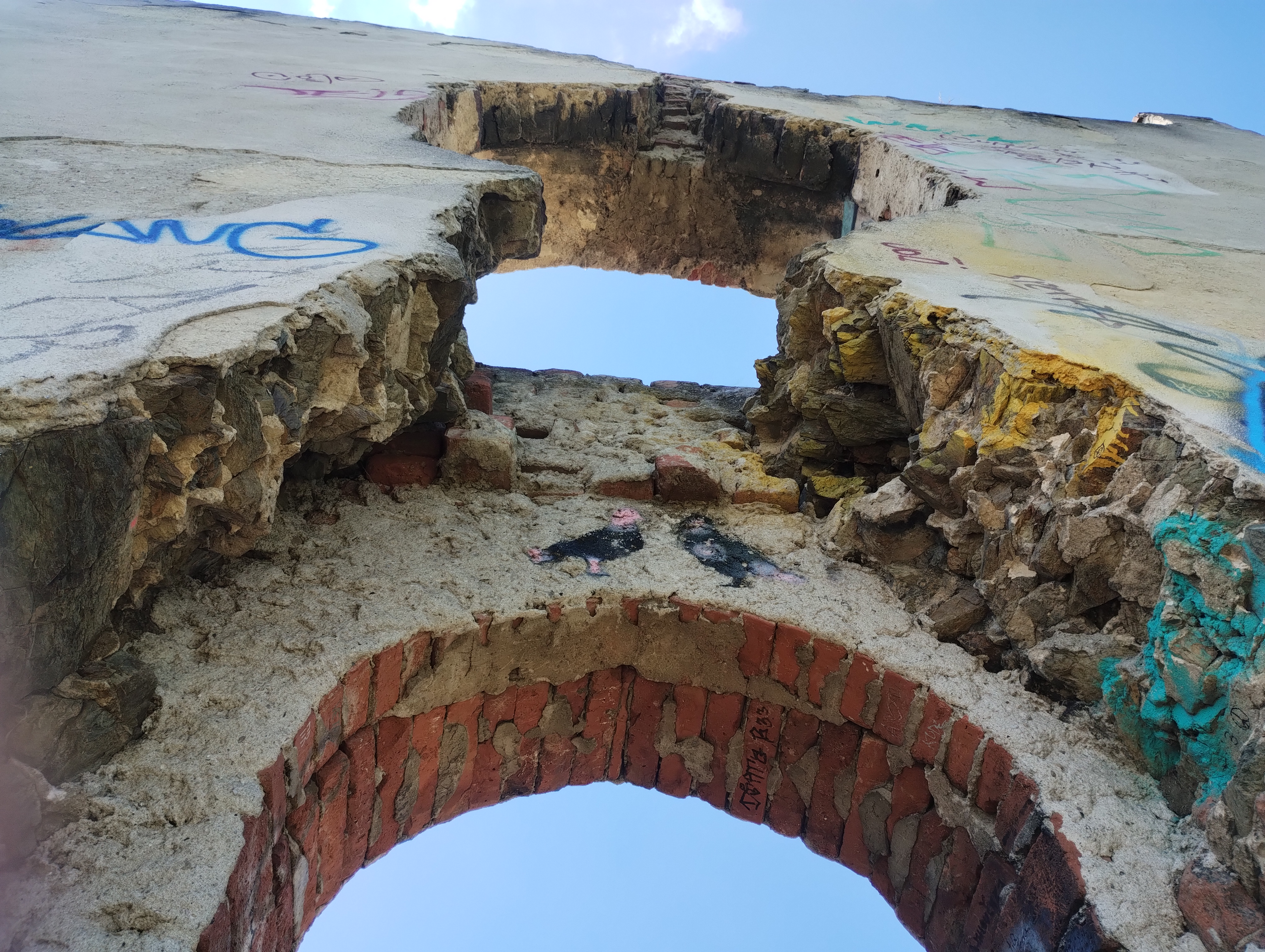
Okna s detaily
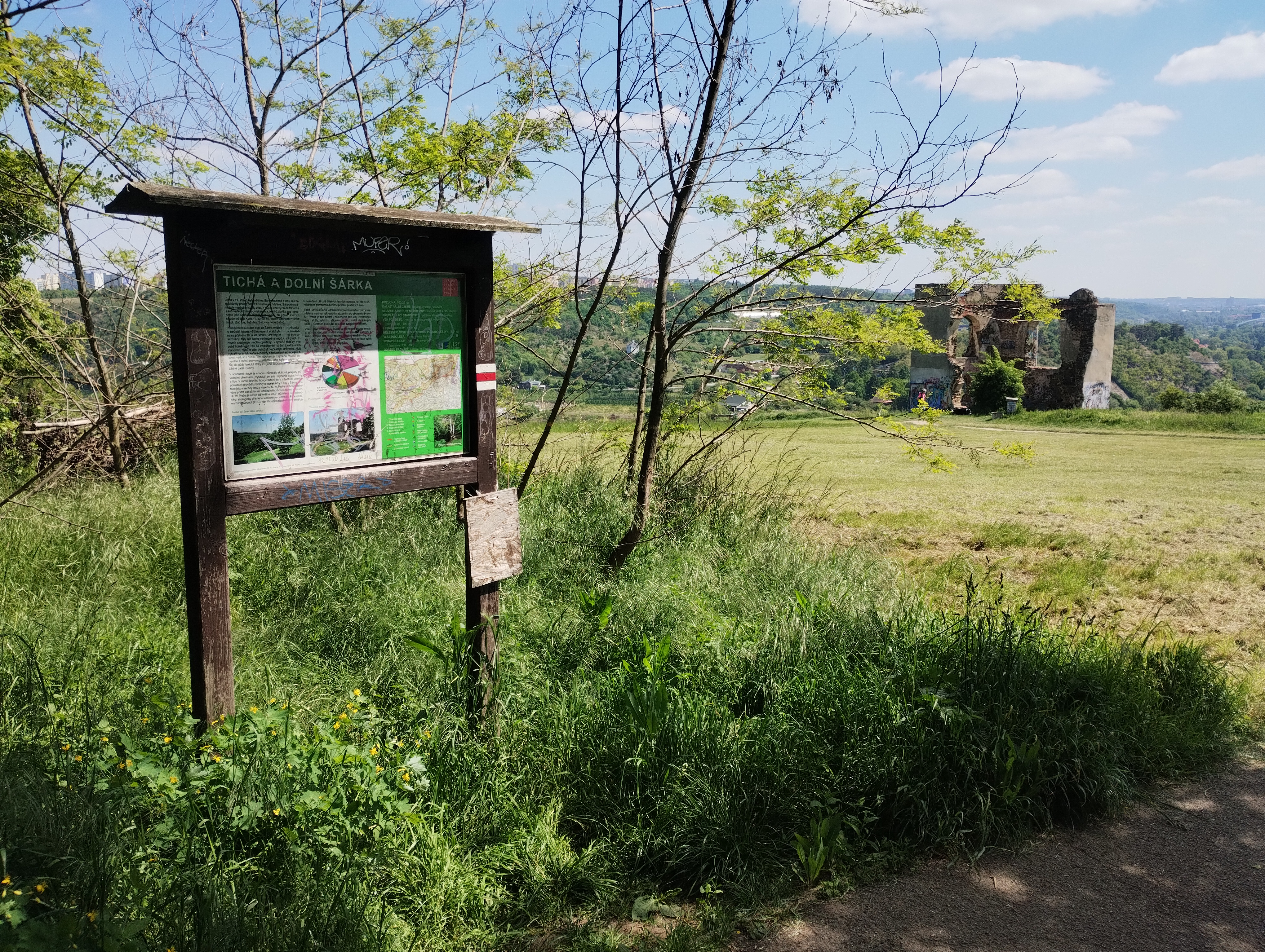
Červená turistická trasa vedoucí ke zřícenině